# Claire Liu
Pour les articles homonymes, voir Liu.
Claire Liu, née le 25 mai 2000 à Thousand Oaks, est une joueuse de tennis américaine.

## Carrière
En 2016, elle remporte le titre du double juniors à Wimbledon aux côtés de Usue Maitane Arconada. Après avoir perdu la finale junior de Roland-Garros contre Whitney Osuigwe en 2017 (6-4, 6-75, 6-3), elle remporte la même année, soit à 17 ans, le tournoi junior de Wimbledon en battant en finale sa compatriote Ann Li (6-2, 5-7, 6-2). Ce titre lui octroie le rang de numéro une mondiale junior le 17 juillet 2017.
Sur le circuit ITF, elle a remporté trois titres en autant de finales disputées, un en 2015 à Orlando et deux en 2017 à Naples en Floride et Caserte.

### 2015 - 2020: début de carrière difficile puis quelques résultats
Entre 2015 et 2017, elle passe rarement le 1er tour des tournois où elle est inscrite. Le seul majeur où elle parvient dans le tableau principal, elle échoue au 1er tour face à Duan Ying-Ying sur un score serré via un double 7-6.
L'année 2018 voit quelques résultats. Elle passe un tour à Newport Beach où elle échoue au second tour face à Jang Su-jeong. Puis, à Miami, elle passe un tour éliminant Whitney Osuigwe (6-3, 6-1) avant d'être sortie du tournoi par Ashleigh Barty (6-0, 7-6). À Charleston, issue des qualifications, elle réitère son parcours en éliminant Magda Linette, Irina-Camelia Begu l'éliminant au tour suivant.
Toujours en 2018, elle passe le 1er tour à Wimbledon puis est éliminée par Angelique Kerber au 2ème tour. Elle passe également un tour à Bucarest face à Andreea Roșca. Elle se fera éliminer par la future finaliste Petra Martić. Elle va réitérer le même parcours à l'US Open, éliminée par Anastasija Sevastova.

### 2021: le déclic et entrée dans le top 100
Elle commence l'année classée 244e mondiale, ne passant pas les qualifications pour entrer dans les tournois. Le déclic vient à Bol, où enfin Claire Liu passe le 2e tour d'un tournoi. Elle arrive en effet jusqu'en quarts après avoir éliminé Ekaterine Gorgodze (4-6, 6-3, 6-4) et surtout Sara Errani (6-7, 7-5, 7-6). Elle sera éliminée par la future finaliste Arantxa Rus (6-1, 5-7, 4-6). Elle arrive à Wimbledon où elle passe une nouvelle fois un tour en éliminant la japonaise Misaki Doi (2-6, 6-3, 9-7). Elle est éliminée par Elena Rybakina au second tour sur un score de 6-4, 6-4.
À Båstad, elle arrive en quarts en tant que 4e tête de série. Elle élimine deux joueuses locales (Lisa Zaar et Caijsa Hennemann). Elle sera éliminée par Nuria Párrizas Díaz, future lauréate. Elle améliore son parcours dans un tournoi WTA à Chicago, elle y élimine Ysaline Bonaventure (6-3, 6-2), puis Anna Kalinskaya (6-4, 4-6, 6-3). Elle passe le troisième tour en éliminant Vitalia Diatchenko (6-2, 6-3). Elle échoue face à Emma Raducanu non sans avoir montré une bonne résistance (6-7, 6-4, 1-6). Lors de l'US Open, elle subira la loi de la Taïwanaise Hsieh Su-wei (6-1, 6-4). Elle perdra sur un score en trois sets de 6-3, 2-6, 6-1 au 1er tour à Indian Wells face à Anna Kalinskaya. Elle finira 94e mondiale, entrant donc pour la première fois de sa carrière dans le top 100 mondial, soit un bond de 150 places.

### 2022: premier titre en WTA 125

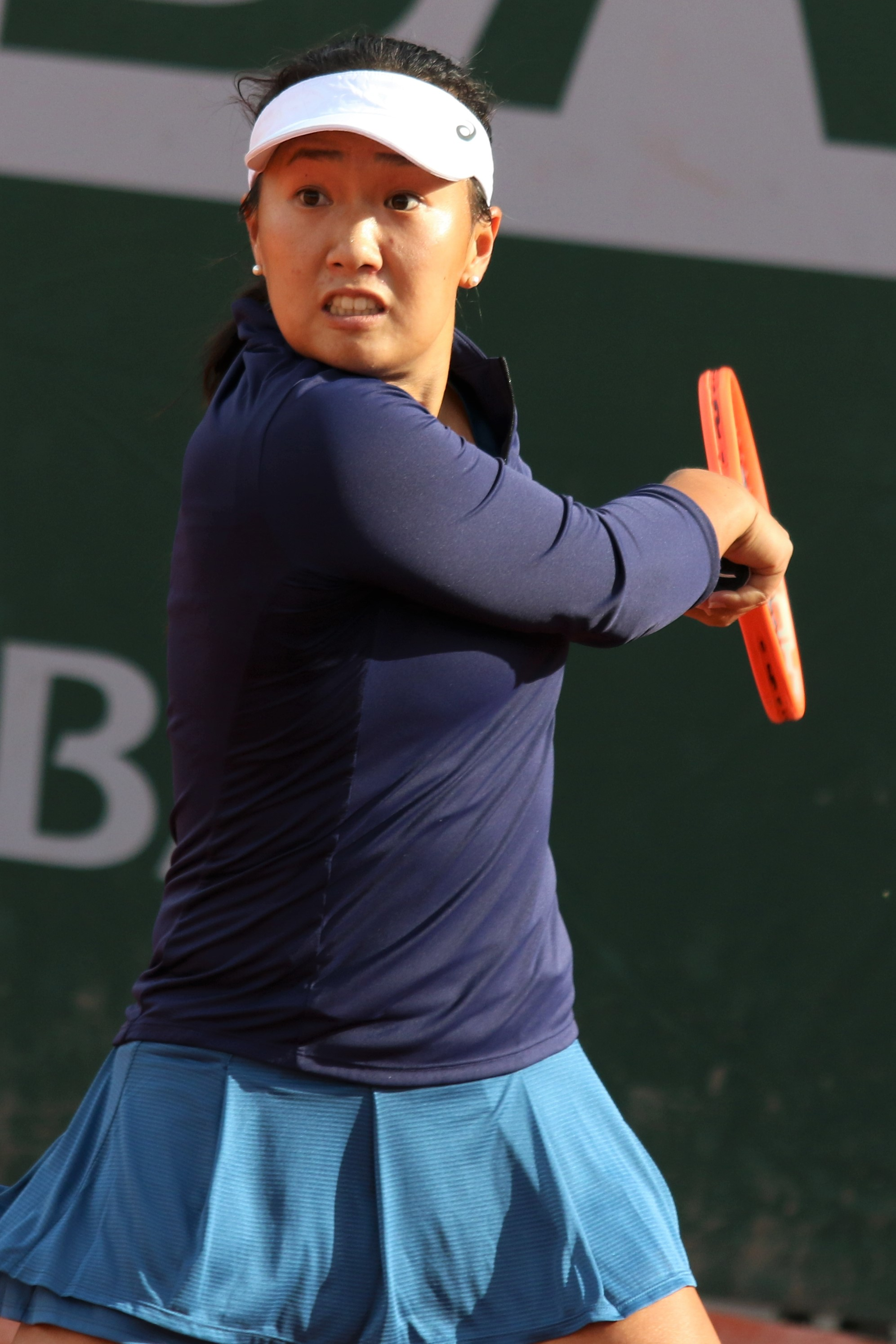
À Roland-Garros 2022

Claire Liu échoue au second tour à Melbourne se faisant éliminer par Nuria Párrizas Díaz et dès son entrée en lice à l'Open d'Australie face à Veronika Kudermetova. Elle s'incline ensuite lors des qualifications à Doha et Dubaï. Elle se reprend par la suite à Indian Wells en passant le 1er tour avant de se faire sortir du tournoi par Coco Gauff. Elle accède ensuite au 3e tour à Charleston en battant Heather Watson et Zhang Shuai. Elle sera éliminée par Paula Badosa en lui prenant le premier set (6-3, 6-7, 1-6).
Elle obtient son premier titre lors du WTA 125 de Paris. Elle bat Kaia Kanepi en demi-finale et Beatriz Haddad Maia en finale (6-3, 6-4). Elle se présente ensuite à Rabat où elle effectue une nouvelle fois un bon parcours, éliminant notamment Mayar Sherif au deuxième tour. Elle rejoint Martina Trevisan en finale, contre qui elle perd 6-2, 6-1. Aux Internationaux de France, elle se fait éliminer dès le premier tour par Tamara Zidanšek.
En juin, elle remporte avec sa compatriote Madison Brengle le double du tournoi de Gaiba.
Elle essuie ensuite quelques défaites précoces malgré de bons résultats. Elle passe un tour à Wimbledon face à Nuria Párrizas Díaz avant de se faire éliminer par Alizé Cornet. Elle passe de nouveau le premier tour à San José face à Haddad Maia. Elle est battue dès le premier tour de ses quatre tournois suivants puis accède aux quarts de finale de l'Open du Japon. Sur le tournoi de Monastir, elle écarte la n°2 mondiale Ons Jabeur en quart de finale (6-3, 4-6, 6-4) mais s'incline lourdement en demi contre Elise Mertens (6-4, 6-0).

### 2023: finale en WTA 125
Elle commence l'année par quelques tours passés durant les tournois d' Adélaïde 1 et de l' Open d'Australie. 
Elle doit attendre ensuite Indian Wells pour passer le 1e tour. Elle est cependant éliminée au second tour par la numéro une mondiale  Iga Świątek (6-1 6-0). À Miami, elle passe enfin le 2e tour. Elle élimine Kateřina Siniaková sur abandon après avoir perdu le premier set (3-6 3-3). Elle élimine ensuite la lucky looser  Julia Grabher (6-4 6-3). Elle sera sortie par Martina Trevisan (6-4 5-7 4-6).
Après un seul tour passé à Rome, elle se présente à Roland-Garros et une nouvelle fois ne passe qu'un tour. À Båstad elle effectue enfin un parcours plus important. Elle élimine Oana Gavrilă (6-3 6-1), Irina Khromacheva (6-2 6-4). Elle sera sortie par Louisa Chirico (4-6 6-3 1-6). Elle poursuit avec une demi-finale à Budapest. Éliminant coup sur coup Louisa Chirico qui l'avait éliminée lors du précédent tournoi, elle la sort en deux sets (6-4 6-4), puis la 4e tête de série, Yulia Putintseva (6-3 7-6). Elle se présente en quarts de finale et vient à bout de A.K. Schmiedlová, 8e tête de série (7-5 6-4). Elle perd dans un match très serré face à Kateryna Baindl (7-5 7-6).

### 2024: début d'année difficile puis titre en ITF à Saint-Gaudens
2024 débute difficilement pour Claire Liu. Au point qu'elle dégringole à la 117e place mondiale début mai.
Qualifiée à Miami, elle passe un tour face à Petra Martić.
Elle se rend à Saint-Gaudens où elle est première tête de série. Elle passe le premier tour face à Carole Monnet, le 2e face à Conny Perrin, le 3e face à Emeline Dartron puis élimine Jessika Ponchet. En finale, elle s'impose face à Séléna Janicijevic.
Le reste de l'année est très mitigé.

### 2025
Elle se rend en Thaïlande à Nonthaburi., sur le circuit ITF Elle passe le premier tour face à Thasaporn Naklo (6-3 6-0) et Carole Monnet (7-5 7-6). Elle abandonne ensuite face à Kyoka Okamura. Durant les tournois suivants, elle ne passe pas le 2e tour.

## Palmarès

### Titre en simple dames
Aucun

### Finale en simple dames
| No | Date       | Nom et lieu du tournoi                      | Catégorie | Dotation  | Surface      | Vainqueure       | Score    |          |
| -- | ---------- | ------------------------------------------- | --------- | --------- | ------------ | ---------------- | -------- | -------- |
| 1  | 15-05-2022 | Grand Prix La Princesse Lalla Meryem, Rabat | WTA 250   | 251 750 $ | Terre (ext.) | Martina Trevisan | 6-2, 6-1 | Parcours |

### Titre en simple en WTA 125
| No | Date       | Nom et lieu du tournoi   | Catégorie | Dotation  | Surface      | Finaliste           | Score    |          |
| -- | ---------- | ------------------------ | --------- | --------- | ------------ | ------------------- | -------- | -------- |
| 1  | 09-05-2022 | Trophée Lagardère, Paris | WTA 125   | 115 000 $ | Terre (ext.) | Beatriz Haddad Maia | 6-3, 6-4 | Parcours |

### Finale en simple en WTA 125
| No | Date       | Nom et lieu du tournoi        | Catégorie | Dotation  | Surface    | Vainqueure       | Score    |          |
| -- | ---------- | ----------------------------- | --------- | --------- | ---------- | ---------------- | -------- | -------- |
| 1  | 21-08-2023 | Chicago Women's Open, Chicago | WTA 125   | 125 000 $ | Dur (ext.) | Viktoriya Tomova | 6-1, 6-4 | Parcours |

### Titre en double en WTA 125
| No | Date       | Nom et lieu du tournoi           | Catégorie | Dotation  | Surface      | Partenaire      | Finalistes                             | Score    |          |
| -- | ---------- | -------------------------------- | --------- | --------- | ------------ | --------------- | -------------------------------------- | -------- | -------- |
| 1  | 13-06-2022 | Veneto Open Internazionali Gaiba | WTA 125   | 115 000 $ | Gazon (ext.) | Madison Brengle | Vitalia Diatchenko Oksana Kalashnikova | 6-4, 6-3 | Parcours |

### Finale en double en WTA 125
| No | Date       | Nom et lieu du tournoi                | Catégorie | Dotation  | Surface    | Vainqueures                  | Partenaire      | Score              |          |
| -- | ---------- | ------------------------------------- | --------- | --------- | ---------- | ---------------------------- | --------------- | ------------------ | -------- |
| 1  | 14-08-2023 | Golden Gate Open at Stanford Stanford | WTA 125   | 115 000 $ | Dur (ext.) | Jodie Burrage Olivia Gadecki | Hailey Baptiste | 7-64, 66-7, [10-8] | Parcours |

## Parcours en Grand Chelem

### En simple dames
| Année | Open d'Australie | Open d'Australie     | Internationaux de France | Internationaux de France | Wimbledon       | Wimbledon        | US Open         | US Open              |
| ----- | ---------------- | -------------------- | ------------------------ | ------------------------ | --------------- | ---------------- | --------------- | -------------------- |
| 2015  | —                | —                    | —                        | —                        | —               | —                | Q3              | Alexandra Panova     |
|       |                  |                      |                          |                          |                 |                  |                 |                      |
| 2017  | —                | —                    | —                        | —                        | —               | —                | 1er tour (1/64) | Duan Ying-Ying       |
| 2018  | —                | —                    | Q2                       | Georgina García Pérez    | 2e tour (1/32)  | Angelique Kerber | 2e tour (1/32)  | Anastasija Sevastova |
| 2019  | Q1               | Wang Xiyu            | Q1                       | Sachia Vickery           | Q1              | Tereza Mrdeža    | —               | —                    |
| 2020  | —                | —                    | —                        | —                        | Annulé          | Annulé           | 1er tour (1/64) | Sara Sorribes Tormo  |
| 2021  | Q2               | Mihaela Buzărnescu   | Q2                       | Hailey Baptiste          | 2e tour (1/32)  | Elena Rybakina   | 1er tour (1/64) | Hsieh Su-wei         |
| 2022  | 1er tour (1/64)  | Veronika Kudermetova | 1er tour (1/64)          | Tamara Zidanšek          | 2e tour (1/32)  | Alizé Cornet     | 1er tour (1/64) | Anastasia Potapova   |
| 2023  | 2e tour (1/32)   | Belinda Bencic       | 2e tour (1/32)           | Iga Świątek              | 1er tour (1/64) | Lesia Tsurenko   | 1er tour (1/64) | Liudmila Samsonova   |
| 2024  | 1er tour (1/64)  | Marta Kostyuk        | Q1                       | Veronika Erjavec         | —               | —                | —               | —                    |
| 2025  | Q1               | Ella Seidel          |                          |                          |                 |                  |                 |                      |

N.B. : à droite du résultat se trouve le nom de l'ultime adversaire.

### En double dames
| Année | Open d'Australie                                                                       | Open d'Australie | Internationaux de France | Internationaux de France | Wimbledon | Wimbledon | US Open                                                                                   | US Open |
| ----- | -------------------------------------------------------------------------------------- | ---------------- | ------------------------ | ------------------------ | --------- | --------- | ----------------------------------------------------------------------------------------- | ------- |
| 2017  | —                                                                                      | —                | —                        | —                        | —         | —         | 1er tour (1/32) T. Johnson \|\| style="text-align:left;" \| A. Kudryavtseva Zheng S.      |         |
|       |                                                                                        |                  |                          |                          |           |           |                                                                                           |         |
| 2021  | —                                                                                      | —                | —                        | —                        | —         | —         | 1er tour (1/32) M. Brengle \|\| style="text-align:left;" \| J. Lohoff L. Marozava         |         |
| 2022  | —                                                                                      | —                | —                        | —                        | —         | —         | 1er tour (1/32) M. Brengle \|\| style="text-align:left;" \| N. Melichar-Martinez E. Perez |         |
| 2023  | 2e tour (1/16) S. Santamaria \|\| style="text-align:left;" \| O. Kalashnikova A. Parks | —                | —                        | —                        | —         | —         | —                                                                                         |         |

N.B. : le nom de la partenaire se trouve sous le résultat ; les noms des ultimes adversaires se trouvent à droite.

### En double mixte
| Année | Open d'Australie | Open d'Australie | Internationaux de France | Internationaux de France | Wimbledon | Wimbledon | US Open                                                                     | US Open |
| ----- | ---------------- | ---------------- | ------------------------ | ------------------------ | --------- | --------- | --------------------------------------------------------------------------- | ------- |
| 2015  | —                | —                | —                        | —                        | —         | —         | 1er tour (1/16) T. Fritz \|\| style="text-align:left;" \| M. Hingis L. Paes |         |

N.B. : le nom du partenaire se trouve sous le résultat ; les noms des ultimes adversaires se trouvent à droite.

## Parcours en «Premier» et WTA 1000
Les tournois WTA « Premier Mandatory » et « Premier 5 » (entre 2009 et 2020) et WTA 1000 (à partir de 2021) constituent les catégories d'épreuves les plus prestigieuses, après les quatre levées du Grand Chelem. 

De 2009 à 2023, les tournois Premier Mandatory (dits tournois WTA 1000 obligatoires entre 2021 et 2023) regroupent Indian Wells, Miami, Madrid et Pékin, les autres constituant les tournois Premier 5 (tournois WTA 1000 non-obligatoires). À partir de 2024, le nombre de tournois WTA 1000 passe à 10 par saison (fin de l’alternance Doha / Dubaï), ces derniers devenant tous obligatoires et offrant tous 1000 points à la vainqueure (contre 900 points précédemment pour les tournois Premier 5).

### En simple dames
| Année |       |                |                           |                                |                                |                               |                           |                                   |             |                 |  |        |
| Doha  | Dubaï | Indian Wells   | Miami                     | Madrid                         | Rome                           | Canada                        | Cincinnati                | Pékin                             |             | Wuhan           |  |        |
| Doha  | Dubaï | Indian Wells   | Miami                     | Madrid                         | Rome                           | Canada                        | Cincinnati                | Pékin                             | Guadalajara |                 |  |        |
| Doha  | Dubaï | Indian Wells   | Miami                     | Madrid                         | Rome                           | Canada                        | Cincinnati                | Pékin                             |             |                 |  |        |
| 2018  |       |                | Hors catégorie            | 1er tour (1/64) S. Kenin       | 2e tour (1/32) A. Barty        |                               |                           |                                   |             |                 |  |        |
|       |       |                |                           |                                |                                |                               |                           |                                   |             |                 |  |        |
| 2021  |       | Hors catégorie |                           | 1er tour (1/64) A. Kalinskaya  |                                |                               |                           |                                   |             | Annulé          |  | Annulé |
| 2022  |       |                | Hors catégorie            | 2e tour (1/32) C. Gauff        |                                |                               |                           | 1er tour (1/32) S. Sorribes Tormo |             | Hors calendrier |  |        |
| 2023  |       | Hors catégorie | 1er tour (1/32) S. Rogers | 2e tour (1/32) I. Świątek      | 3e tour (1/16) M. Trevisan     | 1er tour (1/64) Y. Putintseva | 2e tour (1/32) M. Kostyuk |                                   |             |                 |  |        |
| 2024  |       |                |                           |                                | 2e tour (1/32) D. Kasatkina    |                               |                           |                                   |             |                 |  |        |
| 2025  |       |                |                           | 1er tour (1/64) P. Kudermetova | 1er tour (1/64) L. Fruhvirtová |                               |                           |                                   |             |                 |  |        |

Sous le résultat, l’ultime adversaire.
1. 1 2   Les tournois de Doha et Dubaï alternent le statut de tournoi WTA 1000 (ex Premier 5) entre 2009 et 2023 : les trois premières éditions ont lieu à Dubaï, les trois suivantes à Doha, puis Dubaï accueille le tournoi de cette catégorie les années impaires et Dubaï les années paires. De 2011 à 2023, la ville qui n’accueille pas de WTA 1000 organise à la place un tournoi WTA 500 (ex Premier).
2. 1 2 3 4 5 6 7   L’ordre de déroulement des tournois a évolué depuis 2009 : Rome se dispute avant Madrid et Cincinnati avant Montréal/Toronto jusqu’en 2010, tandis que Tokyo/Wuhan/Guadalajara ont lieu avant Pékin jusqu’en 2023.
3. 1 2  Du fait de la pandémie de Covid-19, les tournois d’Indian Wells, de Miami, de Madrid, du Canada, de Wuhan et de Pékin sont annulés en 2020. Ces deux derniers le sont également en 2021. Pour des raisons d’organisation, le tournoi de Cincinnati 2020 a exceptionnellement lieu à Flushing Meadows à New York.
4. ↑  Le 1er décembre 2021, le président de la WTA, Steve Simon, annonce que tous les tournois prévus en Chine et à Hong Kong sont suspendus à partir de 2022, en raison de préoccupations concernant la sécurité et le bien-être de la joueuse de tennis chinoise Peng Shuai après ses allégations de relations sexuelles non-consenties avec Zhang Gaoli, membre de haut rang du Parti communiste chinois. Le tournoi de Pékin revient en 2023. Le tournoi de Guadalajara remplace celui de Wuhan pendant deux ans, ce dernier réapparaissant en 2024.

## Classements WTA en fin de saison
| Année          | 2015 | 2016 | 2017 | 2018 | 2019 | 2020 | 2021 | 2022 | 2023 | 2024 |
| Rang en simple | 566  | 672  | 263  | 138  | 333  | 222  | 94   | 60   | 94   | 267  |
| Rang en double | –    | 845  | 933  | 629  | 472  | 462  | 467  | 403  | 273  | 562  |

Source : (en) Classements de Claire Liu sur le site officiel de la Fédération internationale de tennis

## Victoire sur le Top 10
Numero 2                 Ons Jabeur   07/10/2022